# Madman Entertainment
Madman Entertainment Pty. Ltd. – australijskie przedsiębiorstwo zajmujące się dystrybucją treści multimedialnych i zarządzaniem prawami do treści.
Firma została założona w 1996 roku jako przedsiębiorstwo specjalizujące się w dystrybucji anime.